# Lupo (costellazione)
Il Lupo (in latino Lupus) è una costellazione meridionale, una delle 88 costellazioni moderne, nonché una delle 48 elencate da Tolomeo nel suo Almagesto; si trova tra il Centauro e lo Scorpione.
Stretta fra le brillantissime costellazioni di Scorpione e Centauro, il Lupo appare oscurato; nonostante ciò è di per sé una costellazione luminosa, seppur di dimensioni contenute: tre delle sue stelle sono infatti più luminose della magnitudine 3.

## Caratteristiche

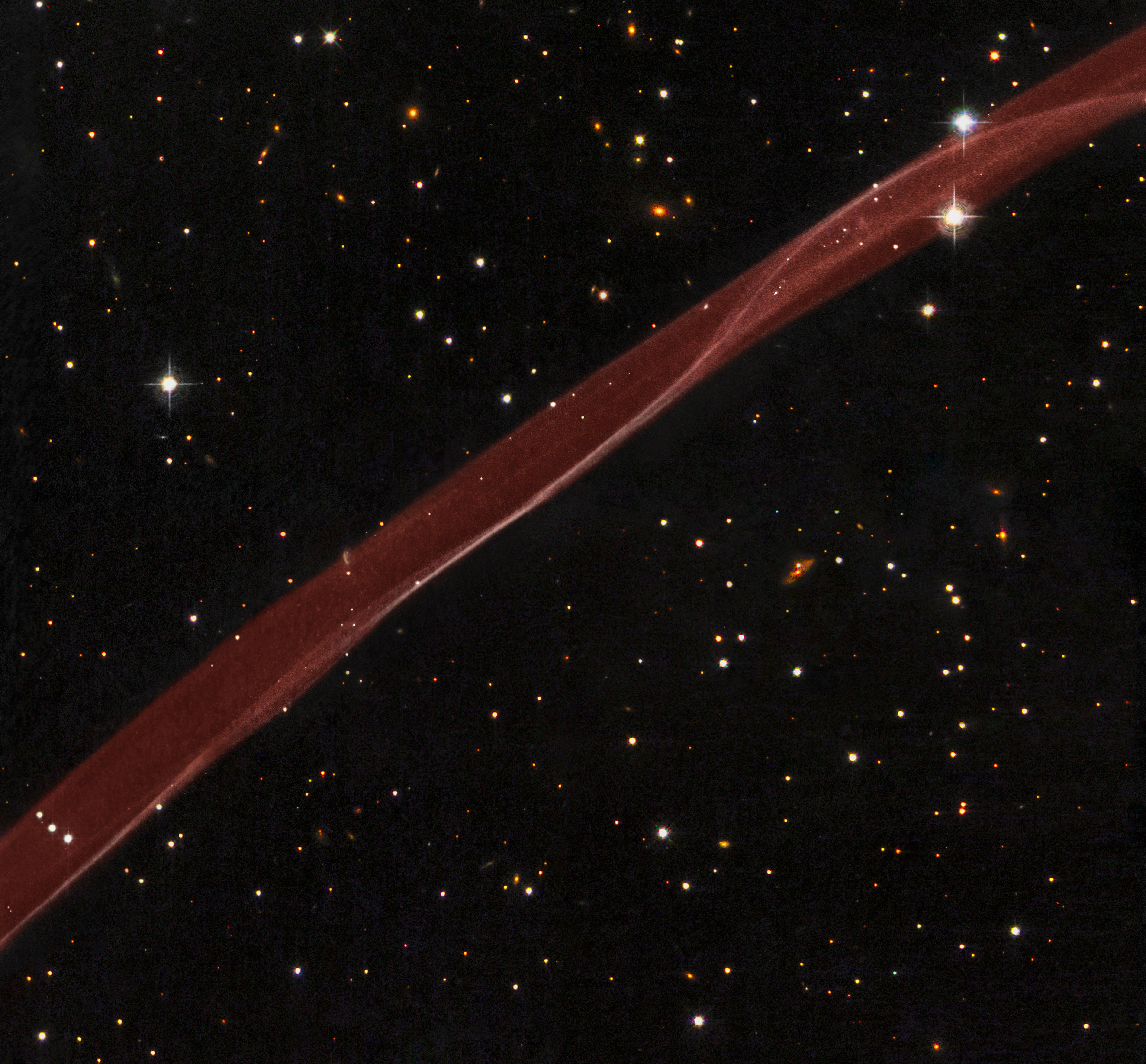
Il resto di supernova della SN 1006, un tenue filamento di gas.

Il Lupo è una costellazione non molto estesa ma piuttosto ricca, composta da un gran numero di stelle di seconda e terza magnitudine, più diverse decine di quarta e quinta, che la rendono particolarmente facile da individuare e caratteristica a causa del suo ricco sfondo di stelline azzurre; di fatto occupa la parte più orientale della grande Associazione Scorpius-Centaurus, un'associazione stellare molto luminosa, nonché l'associazione OB più vicina al Sole, composta in prevalenza da stelle di colore blu e azzurro. Fino alla sesta magnitudine vi sono circa una settantina di stelle, fra le quali vi sono molte stelle doppie e multiple. Quasi tutte le stelle appartenenti alla costellazione non presentano un nome proprio, come invece avviene nelle adiacenti Scorpione e Centauro, sebbene si tratti comunque di astri appariscenti. La parte più orientale giace sulla Via Lattea in un tratto molto oscurato.
La parte meridionale si avvicina all'equatore galattico ed è in questa direzione che sono presenti i campi stellari di fondo più ricchi, su cui spiccano alcuni estesi ammassi aperti; anche qui tuttavia il piano galattico risulta fortemente oscurato dalle polveri interstellari.
Il Lupo è visibile nel cielo serale specialmente nei mesi compresi fra marzo e luglio, sebbene la sua declinazione fortemente australe non ne consenta una facile osservazione dall'emisfero boreale: dall'area mediterranea si presenta visibile quasi completamente, ad eccezione della parte più meridionale, visibile dalle coste africane; dall'emisfero sud appare invece dominante nei cieli dell'autunno australe, grazie alla sua posizione a sud dell'eclittica che ne facilita l'osservazione specialmente a sud della fascia tropicale. In passato questa parte di cielo era molto meglio visibile anche dall'emisfero nord, ma a causa della precessione degli equinozi la sua visibilità è andata riducendosi con l'aumento della sua declinazione australe.
Nell'anno 1006 in questa costellazione esplose la supernova SN 1006.

### Stelle principali
- α Lupi è una stella gigante blu di magnitudine 2,30, distante 548 anni luce.
- β Lupi è una gigante blu di magnitudine 2,68, distante 523 anni luce.
- γ Lupi è una subgigante blu di magnitudine 2,80, distante 567 anni luce; si tratta di una particolare stella multipla.
- δ Lupi è una subgigante blu di magnitudine 3,22, distante 510 anni luce.
- ε Lupi è una subgigante blu di magnitudine 3,37, distante 504 anni luce; è una stella doppia.
- ζ Lupi è una gigante gialla di magnitudine 3,41, distante 116 anni luce.

Ad eccezione della ζ Lupi, le altre stelle brillanti sono tutte delle giganti e subgiganti blu e fanno tutte parte dell'Associazione Scorpius-Centaurus, mostrando infatti una distanza simile fra loro.

### Stelle doppie
La costellazione del Lupo ospita un gran numero di stelle doppie, molte delle quali sono risolvibili anche con semplici strumenti amatoriali.
- γ Lupi è una coppia di stelle molto particolare: è formata da una coppia ottica di stelle, una azzurra e una gialla, ben risolvibile anche con un semplice binocolo, in cui le componenti sono entrambe attorno alla magnitudine 3,0; con un potente telescopio è possibile notare che entrambe le componenti sono a loro volta delle doppie, con componenti di terza e quarta magnitudine separate da circa 1".
- κ Lupi è una delle più facili: è composta da due stelle di terza e quinta magnitudine, separate da 26", dunque alla portata di un piccolo telescopio; entrambe le componenti sono bianche.
- ξ Lupi è una coppia più stretta, in cui le componenti sono separate da circa 10", ma queste presentano una luminosità molto simile fra loro, essendo entrambe di quinta magnitudine.
- μ Lupi è una coppia di stelle dal colore azzurrognolo, piuttosto facile da risolvere, ma in cui le componenti hanno una luminosità nettamente diversa, essendo la primaria di quarta magnitudine e la secondaria di settima.
- ε Lupi è una coppia fra le più larghe della costellazione; le due componenti, entrambe azzurre, hanno magnitudine differente, ma sono separate da circa 27".

| Principali stelle doppie |                                          |                                          |             |             |                                 |           |
| Nome                     | Coordinate equatoriali all'epoca J2000.0 | Coordinate equatoriali all'epoca J2000.0 | Magnitudine | Magnitudine | Separazione (in secondi d'arco) | Colore    |
| Nome                     | AR                                       | Dec                                      | A           | B           | Separazione (in secondi d'arco) | Colore    |
| a Lupi                   | 14h 37m 20s                              | -46° 08′ 00″                             | 5,40        | 8,9         | 19,4                            | ar        |
| π Lupi                   | 15h 05m 07s                              | -47° 03′ 04″                             | 4,72        | 4,82        | 1,8                             | azz + azz |
| κ Lupi                   | 15h 11m 58s                              | -48° 44′ 37″                             | 3,87        | 5,69        | 26,6                            | b + b     |
| μ Lupi                   | 15h 18m 32s                              | -47° 52′ 31″                             | 4,27        | 7,20        | 23,0                            | azz + azz |
| ε Lupi                   | 15h 22m 41s                              | -44° 41′ 23″                             | 3,37        | 9,1         | 27,1                            | azz + azz |
| ξ Lupi                   | 15h 56m 54s                              | -33° 57′ 58″                             | 5,37        | 5,73        | 10,3                            | b + b     |
| η Lupi                   | 16h 00m 07s                              | -38° 23′ 48″                             | 3,42        | 7,8         | 15,0                            | azz + azz |

### Stelle variabili
Le stelle variabili contenute nella costellazione del Lupo sono numerose, ma in genere piuttosto deboli.
Fra le Mireidi l'unica che può essere osservata con facilità è la S Lupi, che quando è al massimo è visibile con un binocolo, essendo di settima magnitudine; in quasi un anno oscilla fra questa e la tredicesima grandezza.
Una variabile a eclisse semplice da osservare è la GG Lupi, che in due giorni oscilla fra la quinta e la sesta magnitudine, scendendo così fino al limite della visibilità ad occhio nudo.
La EX Lupi è una stella di giovane età: si tratta di una stella T Tauri con ampie escursioni di luminosità, che transita irregolarmente fra l'ottava e la quattordicesima magnitudine.
| Principali stelle variabili |                                          |                                          |             |             |                  |              |
| Nome                        | Coordinate equatoriali all'epoca J2000.0 | Coordinate equatoriali all'epoca J2000.0 | Magnitudine | Magnitudine | Periodo (giorni) | Tipo         |
| Nome                        | AR                                       | Dec                                      | Max.        | Min.        | Periodo (giorni) | Tipo         |
| S Lupi                      | 14h 53m 27s                              | -46° 36′ 57″                             | 7,8         | 13,5        | 339,73           | Mireide      |
| EX Lupi                     | 16h 03m 06s                              | -40° 18′ 25″                             | 8,5         | 14,3        | -                | T Tauri      |
| GG Lupi                     | 16h 18m 52s                              | -57° 53′ 59″                             | 5,49        | 6,0         | 2,1642           | Eclisse      |
| GH Lupi                     | 15h 24m 38s                              | -52° 51′ 14″                             | 7,55        | 7,83        | 9,285            | Cefeide      |
| GM Lupi                     | 15h 04m 43s                              | -40° 51′ 41″                             | 6,38:       | 6,7         | -                | Irregolare   |
| GO Lupi                     | 15h 28m 13s                              | -37° 21′ 31″                             | 6,98        | 7,19        | -                | Semiregolare |

## Oggetti del profondo cielo

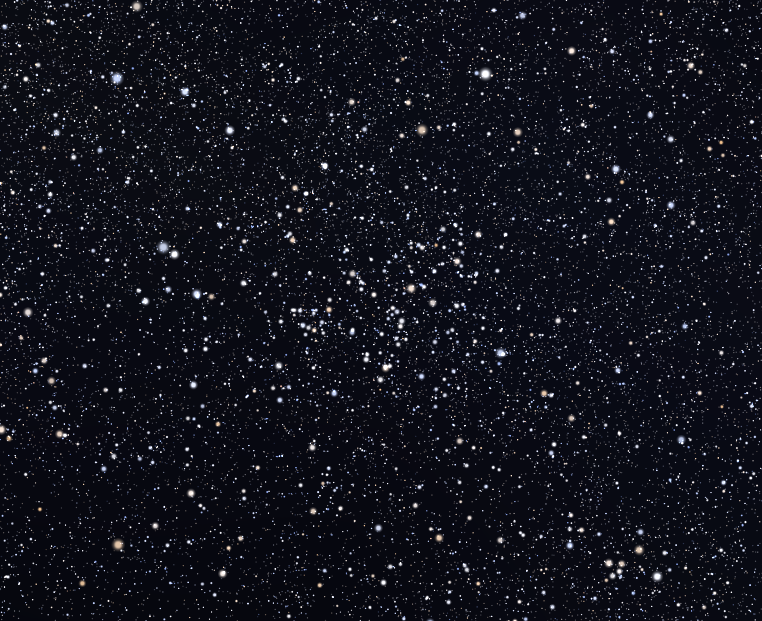
NGC 5822, un ammasso aperto molto esteso e disperso.

La costellazione del Lupo giace sul bordo di un tratto della Via Lattea meridionale molto oscurato, compreso fra il Centauro e la Scorpione; questo fa sì che entro i suoi confini siano presenti degli oggetti galattici, i quali però sono, in generale, relativamente deboli.
Fra gli ammassi aperti, i più luminosi si trovano nella parte meridionale: NGC 5822 è il più notevole e si mostra come un insieme molto sparso ed esteso di stelle a partire dalla settima magnitudine, che risaltano su un campo stellare di astri più deboli; la sua osservazione è da effettuarsi a ingrandimenti molto bassi.
Nella parte nord-occidentale della costellazione si può notare l'ammasso globulare NGC 5986, non lontano dalla stella η Lupi; altri globulari sono presenti nella costellazione, ma sono tutti più deboli e difficili da individuare.
IC 4406 è una nebulosa planetaria dall'aspetto molto appiattito e allungato in senso est-ovest; si trova nella parte più occidentale della costellazione; contiene al suo interno una caldissima stella di Wolf-Rayet.
Il bordo ovest si trova lontano dalla via Lattea, così è possibile notare alcune galassie spirale, le quali però sono fuori dalla portata di piccoli strumenti.
| Principali oggetti non stellari |                                          |                                          |                     |             |                                        |              |
| Nome                            | Coordinate equatoriali all'epoca J2000.0 | Coordinate equatoriali all'epoca J2000.0 | Tipo                | Magnitudine | Dimensioni apparenti (in primi d'arco) | Nome proprio |
| Nome                            | AR                                       | Dec                                      | Tipo                | Magnitudine | Dimensioni apparenti (in primi d'arco) | Nome proprio |
| NGC 5530                        | 14h 18m 27.1s                            | -43° 23′ 19″                             | Galassia            | 11,87       | 4,2 x 1,9                              |              |
| IC 4406                         | 14h 22m 26s                              | -44° 09′ :                               | Nebulosa planetaria | 11,0        | 0,5                                    |              |
| NGC 5643                        | 14h 32m 40.7s                            | -44° 10′ 28″                             | Galassia            | 10,74       | 4,6 x 4,0                              |              |
| NGC 5800                        | 15h 01m :                                | -51° 55′ :                               | Ammasso aperto      | -           | 12                                     |              |
| NGC 5822                        | 15h 24m :                                | -54° 24′ :                               | Ammasso aperto      | 6,5         | 40                                     |              |
| NGC 5824                        | 15h 03m 59s                              | -33° 04′ :                               | Ammasso globulare   | 9,0         | 6,2                                    |              |
| NGC 5882                        | 15h 16m 50s                              | -45° 39′ :                               | Nebulosa planetaria | 11,0        | 0,1                                    |              |
| NGC 5927                        | 15h 28m 00s                              | -50° 40′ :                               | Ammasso globulare   | 8,3         | 12                                     |              |
| NGC 5986                        | 15h 46m 06s                              | -37° 47′ :                               | Ammasso globulare   | 6,92        | 9,8                                    |              |

## Sistemi planetari
Il Lupo contiene alcune stelle note per avere un sistema planetario. In particolare, spicca Lupus-TR-3, una nana arancione distante quasi 9000 anni luce, che si è scoperto possedere un pianeta gioviano con una massa pari a 4/5 quella del pianeta Giove; si tratta di uno dei pianeti più lontani conosciuti, nonché il più lontano in assoluto individuato col metodo del transito. Un secondo pianeta è stato scoperto orbitare attorno a una stella T Tauri, la variabile GQ Lupi.
| Sistemi planetari |                                          |                                          |             |                |                              |
| Nome del sistema  | Coordinate equatoriali all'epoca J2000.0 | Coordinate equatoriali all'epoca J2000.0 | Magnitudine | Tipo di stella | Numero di pianeti confermati |
| Nome del sistema  | AR                                       | Dec                                      | Magnitudine | Tipo di stella | Numero di pianeti confermati |
| HIP 70849         | 14h 29m 19s                              | -46° 27′ 50″                             | 10,4        | Nana arancione | 1 (b)                        |
| Lupus-TR-3        | 15h 30m 19s                              | -42° 28′ 47″                             | 17,4        | Nana arancione | 1 (b)                        |
| GQ Lupi           | 15h 49m 12s                              | -35° 39′ 04″                             | 11,40       | Stella T Tauri | 1 (b)                        |

## Storia e mitologia

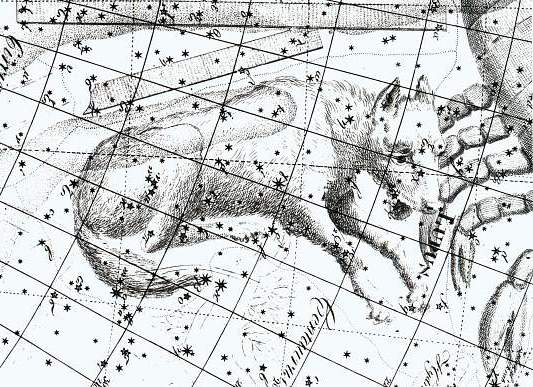
Il Lupo è visto nell'atto di essere impalato su un bastone tenuto dal Centauro. Questa illustrazione è presa da Uranographia di Johann Bode.

Gli antichi Greci chiamarono questa costellazione, che rappresentava un animale selvaggio non meglio identificato, Therium, mentre i Romani la chiamarono Bestia. La bestia era raffigurata impalata su un lungo bastone chiamato thyrsus (tirso), tenuto dal Centauro dell'attigua costellazione. Di conseguenza le due costellazioni erano solitamente considerate una figura unica.
Secondo lo storico George Michanowsky nel suo libro The Once and Future Star (La stella del passato e del futuro), i Babilonesi conoscevano questa costellazione come UR-IDIM, che significa «cane selvaggio». Eratostene disse che il Centauro teneva l'animale rivolto verso l'altare (la costellazione Altare) come se fosse sul punto di sacrificarlo. Igino si riferì a lui semplicemente come a una vittima, mentre Germanico Cesare disse che il centauro o stava trasportando cacciagione dal bosco o stava portando doni all'altare. L'identificazione di questa costellazione con un lupo sembra abbia avuto inizio durante il Rinascimento.
Si è tentati di richiamare alla mente la storia di Licaone, re degli Arcadi, che servì a Zeus la carne del suo stesso figlio e che per punizione fu tramutato in lupo (si veda Boote). Ma quella storia non ha nessuna connessione con questa costellazione, che sembra sia stata trascurata dai mitologi. Il fatto che sia stata importata probabilmente spiega perché i Greci non avessero miti da collegarle. Solo pochissime delle numerose stelle del Lupo hanno un nome proprio.